# Montréal (otok)
Otok Montréal (francuski: Île de Montréal) nalazi se na jugozapadu Québeca u Kanadi, na ušću rijeke Saint Lawrence (francuski: Saint-Laurent, engleski: Saint Lawrence) i rijeke Outaouais (engleski: Ottawa). Ovaj otok dio je otočja Hochelaga i najveći je otok u tom otočju. Na ovom otoku živi četvrtina stanovništva Québeca.

## Ime
Samuel de Champlain je 1616. prvo otok nazvao „l'ille de Vilmenon“, da bi na drugoj karti 1632. otok nazvao „Isle de Mont-real“. Naziv otoka dolazi od francuskog izraza za „Kraljevsko brdo“ (Mont Royal), a taj se naziv, uz mutaciju jezika, počeo primjenjivati i na današnji grad Montréal, koji se prvobitno zvao Ville-Marie.

## Zemljopis
Otok je odijeljen od otoka Jésus (Laval) rijekom Prairies. Otok je u obliku bumeranga, a njegov zapadni dio odvaja jezero Deux-Montagnes od jezera Saint-Louis. Blizu središta otoka, sjeverno od središta grada Montréala, nalaze se tri vrha brda Royal.
Otok je dugačak oko 50 km i širok 16 km na najširem dijelu. Sveukupna dužina obale je 266,6 km.

### Upravna podjela
Otok Montréal sastoji se od aglomerizacije Montréala, uz otoke Bizard, Sainte-Hélène, Notre-Dame, île des Sœurs, Dorval i oko 69 manjih otoka. Cijeli taj teritorij upravno je podijeljen na 16 općina i 19 okruga grada Montréala.
Općine su:
- Baie-D'Urfé
- Beaconsfield
- Côte-Saint-Luc
- Dollard-Des Ormeaux
- Dorval
- Hampstead
- Kirkland
- Mont-Royal
- Montréal
- Montréal-Est
- Montréal-Ouest
- Pointe-Claire
- Sainte-Anne-de-Bellevue
- Senneville
- Westmount

## Vanjske poveznice
- Grad Montréal